# Dawnabius pectinatus
Dawnabius pectinatus is een hooiwagen uit de familie Assamiidae.